# Eva Klabalová
Eva Klabalová je česká obuvnice a designérka. Studovala na Univerzitě Tomáše Bati ve Zlíně, kde ukončila magisterský titul na ateliéru Design obuvi. 

## Životopis
Zkušenosti získala díky práci pro velké zahraniční firmy. Rozhodla se proto založit vlastní značku tenisek KAVE Footwear, která je postavená na lokální výrobě a využívá zbytkových materiálů. Tenisky jsou vyráběny ve Zlíně. KAVE je pozpátku křestní jméno Eva a iniciála z příjmení „K“.
Hlavním sloganem Evy Klabalové je „Bez morální kocoviny“.

## Ocenění
Eva Klabalová se 20. října 2021 stala živnostnicí roku ve Zlínském kraji. První skončila na celorepublikovém udílení cen MONETA Živnostník roku 2021.